# Activités de la CIA au Laos
Les activités de la CIA au Laos consistent à organiser les tribus Hmong pour se battre contre les communistes du Pathet Lao, eux-mêmes soutenus par les Nord-Vietnamiens. La CIA utilise Air America pour larguer près de 21 000 tonnes de vivres au Laos, transporter des dizaines de milliers de soldats, mener un programme de reconnaissance aérienne très efficace et conduire de nombreuses missions clandestines à l'aide de lunettes de vision nocturne et de technologies de pointe.

## Contexte historique

### Gouvernements du Laos et la CIA
Un article de 1962 sur le Laos tiré du Time Magazine soulève certains points concernant le Laos, qui aident à comprendre le contexte des actions officielles et secrètes de tous les acteurs au Laos avant la guerre du Viêt Nam. Un des premiers points qu'il avance est qu'une identité nationale laotienne était quelque chose de presque inexistant, en particulier dans les années cinquante et soixante. Les groupes communistes et les acteurs extérieurs dont l'administration coloniale française et la Agence centrale de renseignement américaine ont beaucoup exploité les vides au niveau du pouvoir politique.

« Bien qu'il ait un roi, un gouvernement, une armée et qu'il soit indiqué sur les cartes, le Laos n'existe pas réellement. Nombreux sont ceux, parmi sa population estimée à 2 millions d'habitants, qui seraient stupéfaits d'être appelés Laotiens, puisqu'ils se voient comme des membres des tribus Hmong, Tai Dam ou Khalom. C'est un pays sans chemins de fer, sans routes pavée et sans journal. L'opium est sa principale culture commerciale.
Le Laos a été imaginé par le diplomate français Jean Chauvel, qui était secrétaire général des Affaires étrangères en 1946. À cette époque, la France tentait de réaffirmer son autorité en Indochine dont les habitants résistants n'avaient aucune envie de revenir à leur statut de sujets de l'empire colonial d'avant-guerre. Au lieu de garder l'Indochine telle qu’elle, faite de divers royaumes et principautés, Paris assembla trois nouveaux États autonomes au sein de l'Union française : Le Viet Nam, le Cambodge et le Laos. À coups de crayons sur sa carte, Chauvel dessina le Laos en fusionnant les royaumes rivaux de Luangprabang, dont le monarque  devint roi du Laos, et celui de Champassak dont le prétendant au trône fut nommé inspecteur général de ce nouvel État. »

L'influence française ne mit pas longtemps à disparaître après la défaite à Diên Biên Phu en 1954. Lorsque la France déclara le Laos indépendant, il n'avait pas de gouvernement stable : deux provinces laotiennes étaient dirigées par le parti communiste Pathet Lao à travers le Prince Souphanouvong. Son demi-frère, le Prince Souvanna Phouma, a été nomméé Premier ministre en 1956, et Souphanouvong et ses provinces se rallièrent au gouvernement central naissant. Une élection nationale renforça le pouvoir détenu par les communistes à l'Assemblée nationale en leur accordant 9 des 21 sièges, ce qui provoqua le courroux du gouvernement des États-Unis qui commença à se méfier de Souvanna Phouma, « en tant que neutraliste et collaborateur des Rouges. »  L'arrivée au pouvoir de la droite à travers le général Phoumi Nosovan ne se fit pas par un coup d'État, mais à cause de l'arrêt des aides économiques américaines, qui étaient de la responsabilité de l'Agence des États-Unis pour le développement international, sous la direction de la Maison-Blanche. Le nouveau dictateur invita des conseillers des forces armées américaines, qui vinrent avec des membres de la CIA ainsi que du département américain de la Défense.

### Opérations de la CIA au Laos, compagnies aériennes privées et trafics de drogue
D'après l'historien William M. Leary de l'université de Géorgie, qui a étudié les opérations au Laos pour le Center for the Study of Intelligence de la CIA, les actions secrètes menées par la CIA au Laos sont la plus grande opération paramilitaire de son histoire. Il y a eu de nombreuses controverses quant à l'implication de la CIA dans le trafic de drogue dans le Sud-Ouest de l'Asie, Leary garde des propos nuancés.  

« Pendant plus de 13 ans, la CIA a formé des forces indigènes qui ont lutté contre les unités Nord-Vietnamiennes  jusqu'à l’arrêt des combats... Comme l’a écrit Joseph Westermeyer, qui a vécu au Laos entre 1965 et 1975, en étant tour à tour physicien, professionnel de la santé et chercheur, dans Poppies, Pipes, and People: "Les compagnies aériennes américaines n'ont jamais  transporté de l’opium en toute connaissance de cause, dans ou à l'extérieur du Laos, et les pilotes américains n'ont jamais profité de ces trafics. Pourtant tout avion au Laos a sans aucun doute possible, transporté au moins une fois de l'opium, sans que son pilote et ses supérieurs ne s'en doutent; tout comme presque chaque vélotaxi, chaque sampan du Mékong, et chaque jeep de missionnaire entre la Chine et le golfe du Siam. »

« Si la CIA n'était pas impliquée dans le trafic de drogues, elle en avait connaissance. William Colby, ancien directeur de la CIA le reconnaît, presque rien n'a été fait contre ce trafic pendant les années 1960, mais des actions ont été menées plus tard contre les vendeurs quand la drogue est devenue un problème au sein des troupes américaines. Le principal objectif de la CIA au Laos était de mener la guerre, pas de gérer le trafic de drogue. »

En 1950, la CIA, qui a soutenu sans les diriger les opérations secrètes (jusqu'en 1952), a décidé qu'elle offrirait un meilleur soutien avec une compagnie aérienne privée sous son contrôle clandestin.  "En août 1950, la CIA a acquis en secret les actions de Civil Air Transport (CAT), une compagnie aérienne créée en Chine après la Seconde Guerre mondiale par le général Claire Lee Chennault et Whiting Willauer. La CAT continuait d'effectuer des vols commerciaux à travers l'Asie, agissant en tout point comme une société de vols commerciaux privée.  En même temps, sous couvert de la CAT SARL, elle fournissait des avions et des hommes d'équipage pour des opérations des services secrets. Pendant la guerre de Corée par exemple, elle a effectué plus de 100 survols dangereux de la Chine continentale, larguant agents et provisions.

#### Contradiction du point de vue officiel des États-Unis
En 1972, un ouvrage majeur intitulé La Politique de l'héroïne en Asie du Sud-Est a été publié. Ce fut le premier livre publié qui fournissait des preuves de l'implication de la CIA dans le trafic de drogues.  L'auteur a voyagé au Laos et a interrogé des cultivateurs d'opium, des fonctionnaires du gouvernement laotien, des membres des forces armées américaines et d'autres personnes impliquées dans ce trafic de drogue.
Au Laos, la compagnie aérienne de la CIA, Air America, commença à transporter l'opium cultivé pas les tribus Hmong au-delà des collines, vers Long Tien et Vientiane. Cet opium était ensuite raffiné pour faire de l'héroïne no 4 de grande qualité, qui était celle prise par les soldats américains.

« Lorsque les conflits politiques internes au sein des élites laotiennes et l'intensification de la guerre forcèrent les petites compagnies aériennes de charters corses à se retirer du trafic d'opium en 1965, la compagnie aérienne de la CIA, Air America, commença à transporter de l'opium des tribus Meo au-delà des collines vers Long Tien et Vientiane. »

Pendant la guerre civile laotienne, Long Tien servit de ville et base aérienne dirigée par la CIA.
La compagnie aérienne de la CIA, Air America continua de transporter l'opium des cultivateurs des tribus Hmongs jusqu'en 1971.  « La région du triangle d'or de l'Asie du Sud-Est est devenue un immense producteur d'héroïne no 4 de haute qualité pour le marché américain. » L'héroïne raffinée au Laos était envoyée au Vietnam et cette poudre blanche, l'héroïne no 4 est celle qui était prise par les soldats américains sur place.

« Sans transport aérien pour acheminer leur opium, les Méo courraient à la ruine." Il n'y avait tout simplement aucun moyen de transport disponible dans le Nord du Laos si ce n'est la compagnie de charters de la CIA, Air America. Et selon plusieurs sources, Air America commença à transporter de l'opium venant de villages montagnards du nord et de l'est des plaines des Jarres pour le quartier général du général Vang Pao à Long Tien. On sait qu’Air America transportait de l'opium Hmong depuis 1971. Les dirigeants des villages Hmong de la zone Ouest des Plaines des Jarres, par exemple, affirment que leurs productions d'opium de 1970 et 1971 leur ont été achetées par des officiers de Vang Pao et envoyées à Long Tien grâce à des hélicoptères UH-lH américains. Cet opium était ensuite probablement destiné à des laboratoires d'héroïne de Long Tien et Vientiane, pour finalement parvenir à des soldats américains dépendants. »

« D'autres sources révèlent l'existence d'un important laboratoire d'héroïne dans la région de Vientiane et sous la protection du général Ouane Rattikone. Enfin, l'agence américaine de répression des drogues a reçu des témoignages indiquant que le général Vang Pao, commandant de l'armée secrète de la CIA, a fait tourner une usine de production d'héroïne à Long Tien, le quartier général des opérations de la CIA dans le Nord du Laos. »

## Le Laos en 1953
En avril 1953, les forces coloniales françaises en Indochine ont demandé que les transports aériens américains « transportent des chars et de l'équipement lourd à leurs forces oppressées au Laos ». « La possession d'un tel équipement », insistaient les Français, « pourrait faire toute la différence entre garder le Laos et le perdre. »
À ce moment, le rôle du CAT passa de clandestin à secret. L'administration Eisenhower, ne désirant pas apporter un soutien officiel, décida d'utiliser la CAT pour accéder à la requête des français à travers l'opération SQUAW. L'US Air Force, l'armée de l'air américaine, a fourni à la CAT des avions de transport C-119 « stériles » (i.e., dont l'identification militaire américaine a été effacée), capables de transporter les lourdes charges demandées par les Français. Les équipages de la CAT n'étaient pas habitués à voler sur des C-119, et l'armée de l'air américaine leur fit des entrainements courts mais intenses sur la base de Clark dans les Philippines. Le 5 mai, six de ces avions repeints avec les identifications françaises, s'envolèrent, vers la base de Giam Lam, à l'extérieur de Hanoï, et parachutèrent des équipements et des provisions aux forces françaises présentes au Laos jusqu'au 16 juillet.
L'opération SQUAW commença le jour suivant. Elle continua jusqu'au 16 juillet, les pilotes de la CAT réalisant de nombreux parachutages pour les troupes françaises au Laos.

## Le Laos (et le Vietnam) en 1954
Les Français demandèrent de l'aide à nouveau, pour apporter un soutien à leur base de Ðiện Biên Phủ. La CAT se mit d'accord avec les français en janvier 1954 pour leur fournir 24 pilotes qui pourraient piloter 12 avions C-119, qui pourraient être entretenus à la base aérienne de Cat Bi à Hanoï par du personnel de l'armée de l'air américaine; pour soutenir Dien Bien Phu. Les vols commencèrent en mars, alors que le Viet Minh commença à lancer des assauts, et continua jusqu'à ce que Dien Bien Phu tombe le 7 mai. Deux pilotes de la CAT furent tués et un a été blessé.
Les opérations menées par la CAT continuèrent après  la chute de Dien Bien Phu.  Les C-119 apportèrent un soutien aux postes avancés français, et la CAT mis à disposition 12 Curtiss C-46 pour évacuer les civils du nord du Vietnam vers le sud.
La CAT a également transporté des membres de la CIA de la mission militaire de Saigon au nord du 17e parallèle, dans une tentative futile de réactiver les réseaux restés en arrière.

## Le Laos en 1955
En janvier 1955, les États-Unis créèrent le United States Operations Mission (USOM) (Mission pour les opérations des États-Unis) à Vientiane au Laos, afin de fournir une aide étrangère. Avant la fin de l'année, le Programs Evaluation Office (PEO) (Bureau d'évaluation des programmes), composé de militaires à la retraite et d'officiers secrètement appuyés par la CIA. Le PEO était un équivalent secret d'un Military Assistance Advisory Group (MAAG) (groupe consultatif d'aide militaire), organisé au sein de l'USOM pour prendre en charge les aides militaires, ce qui ne faisait pas partie du champ de compétences de l'USOM. La CIA prenait parti dans le PEO jusqu'à ce que l'implication militaire des États-Unis fût reconnue et qu'un MAAG soit mis en place.

« En juillet 1955, des hauts gradés de l'USOM apprirent qu'une pénurie de riz menaçait de famine plusieurs provinces du Laos. À cause du fait que beaucoup de ces régions étaient dans des régions reculées et montagneuses, la livraison de ressources essentielles en riz et en sel essentiels n'étaient  réalisables que par largage aérien. Trois CAT C-46 arrivèrent au terminal ferroviaire du Nord-Est de Udon Thani en Thaïlande le 11 septembre pour commencer les vols. Avant la fin du mois, la CAT avait réalisé plus de 200 missions vers 25 zones de largages, lâchant plus de 1 000 tonnes de denrées de première nécessité. Menés de façon efficace et sans accrocs, ces largages pour venir en aide aux populations marqua le début de l'aide apportée par la CAT (et plus tard Air America) au programme américain d'assistance au Laos. »

## Le Laos en 1957
Un nouveau contrat avec la CAT fut signé en 1957, et Bruce Blevins emmena un C-47 à Vientiane pour le mettre au service de l'ambassade américaine. Lorsqu'il volait vers d'autres destinations dans le pays, les conditions étaient primitives; seule Vientiane possédait une tour de contrôle, des aides de navigations à la radio et une piste d'atterrissage en dur. Secrètement, les États-Unis augmentèrent à nouveau leur soutien.

## Le Laos en 1958
Alors que la guerre civile s'intensifiait, les C-47 et C-46 de la CAT passèrent de plus en plus par Vientiane pour réaliser des largages urgents. Blevins était également très occupé, atterrissant partout dans le pays et faisant de nombreux largages dans des postes FAR isolés. Il finit par nouer de bonnes relations avec un agent de la CIA qui était arrivé en octobre 1958 et dont le rôle était de soutenir le bataillon de parachutistes du capitaine Kong Le, un officier laotien neutraliste qui était destiné aux plus hautes fonctions.

## Le Laos en 1959
Air America (le nom changea le 26 mars 1959) procura des transports essentiels pour l'expansion de l'effort américain au Laos.
Comme le gouvernement laotien ne souhaitait pas que le soutien américain qu'il recevait durant la guerre civile contre le Pathet Lao soit connu, la CIA établit une unité des Forces spéciales américaines, qui arriva à bord d'avions d'Air America, habillés en civils et n'ayant aucune connexion apparentes avec les États-Unis. Ces soldats menèrent les tribus Méo et Hmong contre les forces Communistes. Ce programme secret fut appelé Opération Hotfoot. À l'ambassade américaine, BG John Heintges fut nommé directeur du PEO.
En août 1959, la CIA ordonna à Air America d'entraîner deux pilotes d'hélicoptères. À l'origine, cela était censé être une nécessité à court terme, mais ce fut en fait le début d'une vaste opération par hélicoptère au Laos.

## Le Laos en 1960
Finalement, quatre pilotes furent entraînés sur des hélicoptères H-19A de l'armée de l'air américaine, au Japon et dans les Philippines. Le contingent de la CAT n'arriva pas au Laos avant mars 1960. À cause des limites de fonctionnement des H-19, les hélicoptères ne pouvaient survoler que les reliefs peu élevés du pays. 
« Ils étaient en général utilisés pour transporter des agents de la CIA vers des régions éloignées pour des réunions ou pour distribuer des  brochures pendant les élections.  En juin 1960, il était devenu évident que les hélicoptères feraient partie intégrante des opérations de Air America au Laos de façon permanente ».
Air America engagea quatre pilotes d'hélicoptères expérimentés du corps des Marines américains qui furent  démobilisés d'Okinawa pour piloter des H-19. Plus tard dans l'année, la CIA s'arrangea avec le corps des Marines pour obtenir quatre hélicoptères UH-34 pour remplacer les H-19.
En 1960 se tint également une élection dont les résultats sont discutables. « Le parti du général Phoumi gagna une large majorité.  Si on ne s'y attarde pas, la forte stratégie américaine destinée à contenir le communisme semblait être un grand succès... 250 millions de dollars d'aides militaire et économique avaient aussi eu un effet important sur le gouvernement laotien, qui fut rapidement débordé par la corruption. Les réformes promises ne virent jamais le jour et presque aucune subvention ne parvint aux paysans et tribus des forêts. Les groupes de guérillas du Pathet Lao communiste commenèrent à lancer des raids dans le nord du pays. Le prince rouge Souphanouvong ne fit pas que sortir de prison, la plupart des gardes le suivirent également ».
En août 1960, Kong Le, qui s'était lié d'amitié avec un agent de la CIA en 1958,  ramena le neutraliste Souvanna Phouma au pouvoir après un coup d'État militaire. Phoumi Nosavan, qui entretenait des relations plus proches avec la CIA, se réfugia dans  sa base de Savannakhet, dans le sud du Laos.
Les États-Unis encouragèrent Phoumi Nosavan à attaquer le bataillon de Kong Le, à Vientiane, en décembre. 

« Kong Le battit en retraite vers le point stratégique des Plaines des Jarres, rejoignant les forces du Pathet Lao. L'union Soviétique envoya énormément de ressources par les airs et le Nord Vietnam communiste contribua à mener la dure guérilla. Lorsque l'armée de Phoumi avança, elle fut vaincue dans une série de batailles impressionnantes mais qui ne firent pas de victimes pour la plupart. Phoumi bénéficia d'un moment de répit pendant le printemps de 1961, lorsque le gouvernement accepta immédiatement un cessez-le-feu. »

## Le Laos en 1961
D'après le Time, « Afin de forcer le gouvernement laotien à accepter un gouvernement de coalition, les États-Unis arrêtèrent de lui donner pour 3 millions de dollars par mois d'aide économique, mais ils ne lésinèrent jamais sur les équipements et l'entraînement des troupes de l'Armée Royale lao de Phoumi. La triste vérité (comme on a pu le voir à nouveau le mois dernier à Namtha) est que les hommes de Phoumi ne souhaitent simplement pas se battre. Certains observateurs suggèrent que Phoumi voulait en fait que son armée s'effondre afin de forcer une intervention américaine ; en se référant probablement au discours de mars 1961 du Président Kennedy qui déclara que si le Laos tombait au main des communistes, cela affecterait de façon évidente la sécurité des États-Unis. »
La présence américaine se fit plus manifeste en 1961, possiblement afin d'envoyer un message à Phoumi. L'existence du groupe consultatif secret fut révélée, renommée organisation White Star (Étoile blanche) et dirigée par Arthur D. Simons. Une grande partie du personnel de White Star fut intégrée au sein du Studies and Observations Group (groupe d'observation et d'études), qui opérait depuis le Vietnam du Sud mais menait des opérations transfrontalières vers le Vietnam du Nord, le Cambodge et le Laos.

## Le Laos en 1962
Les groupes d'hommes issus des tribus Hmong et Méo organisés par la CIA et participants à la guerre du Viêt Nam sont connus sous le nom « Armée secrète », et leur participation est appelée la guerre secrète. Ce terme sert à désigner la guerre civile laotienne (1960-1975) et la front laotien lors de la guerre du Vietnam.

## Le Laos en 1964
En mai 1964, l'armée de l'air américaine commença à organiser des vols de reconnaissance au-dessus du territoire laotien afin d'obtenir des informations sur les mouvements d'hommes et de matériel vers le Vietnam du Sud par la piste Ho Chi Minh.
Le problème soulevé par le National Intelligence Estimate spécial du 25 mai, était de déterminer si certaines actions pouvaient amener la République (Nord) Démocratique du Vietnam (RDV) à réduire ses activités au sein de la République (Sud) du Vietnam (RVN) et à respecter les accords de Genève de 1962 concernant le Laos. Il proposa en premier lieu des actions navales et aériennes, sans attaquer les lieux à forte densité de population ni utiliser l'arme nucléaire. La RDV, la Chine et l'URSS auraient été informées du fait que les intentions américaines étaient restreintes.
Il était prévu que la RDV n'entreprendrait pas d'action militaire tout en se tournant peu à peu contre les États-Unis sur le plan diplomatique. Cependant, vu l'absence de forces américaines au Laos elle était jugée capable de prendre le contrôle du pays. Bien que la RDV pouvait résister à une offensive terrestre de la RVN, ses défenses aériennes étaient archaïques et il était peu envisageable d'accepter une aide chinoise si ce n'est des canons de DCA, mais pas de chasseurs.  Le rapport du 25 mai indiquait qu'une campagne contre le Vietnam du Nord devrait être rapide et intense, pas l'escalade qui se réalisa en fait.

## Le Laos en 1969
Un mémo de Kissinger à Nixon et datant du 12 novembre réexamine les procédures d'attaques depuis le Laos.Kissinger souleva plusieurs questions en réponse à un mémo de la CIA concernant l'offensive de Vang Pao dans la plaines des Jarres... Une réponse commune de la CIA et du département de la défense statua :
- La capacité des États-Unis à contrôler (y compris poser son droit de veto) les opérations au Laos est totale sur tous les aspects pratiques car les soutiens matériels et aériens des États-Unis sont vitaux.
- En pratique, la plupart des opérations sont conçues par les commandants de Régions Militaires isolées en liaison étroite avec les attachés militaires américains, ou, dans le cas de Vang Pao et les autres cas particuliers, avec le chef local de la CIA.

En bref, les autorisations de procédures suivantes sont respectées :
- L'attaché militaire américain en ou chef local de la CIA en charge renvoie les demandes à une U.S. Country Team, équipe constituée d'un ambassadeur, un détachement de coordination militaire, des attachés militaires et le chef de station de la CIA.
- Les opérations de Vang Pao sont aussi validées à la base de la CIA de Udom en Thaïlande, qui évalue la possibilité de la CIA à fournir le soutien nécessaire.
- L'ambassadeur demande l'autorisation à l'État pour les opérations sensibles sur le plan politique ou pour les activités qui seraient au-delà des procédures opératoires et adresse les demandes pour un soutien aérien au MACV.

## Le Laos dans les années 1970
À propos de la présence de la CIA à la fin de la guerre ; à la fin de l'été 1970, la ligne aérienne avait environ une vingtaine de transports bimoteurs, une autre vingtaine d'aéronefs à décollage et atterrissage court (ADAC) et environ une trentaine d'hélicoptères dédié aux opérations au Laos. Il y avait plus de 300 pilotes, copilotes, mécaniciens de vol, et spécialiste du fret aérien volant entre le Laos et la Thaïlande. Durant l'année 1970, Air America à largué ou déposé 46 million de livres de nourriture (principalement du rz) au Laos. Les hélicoptères a dépassé les 4 000 heures de vol par mois en un an. Les équipes d'Air America ont transporté des dizaines de milliers de militaires et réfugiés, des missions d'évacuation médicale d'urgence et secouru des pilotes de ligne descendus tout autour du Laos, introduit et extradé des équipes de surveillance des routes, volé des missions de largage de nuit au-dessus du Trail de Ho Chi Minh, surveillé les détecteurs le long des routes d'infiltration, conduit de nombreuses missions de reconnaissance photo et clandestine.
Le 21 avril 1972, il a été ordonné à la CIA d'abonner le contrôle d'Air America et des compagnies liées. Air America a été dissoute une fois la conclusion de la fin de la guerre américaine en Asie du Sud-Est. Le 24 avril 1971, le vice-président d'Air America pour les opérations de vol, envoie un message alertant toutes les membres d'équipe que qu'il y a eu un effroyable nombre important de morts et blessés graves. D'après l'alerte, les compagnies aériennes fonctionnaient dans les plus difficiles conditions environnementales au monde. Il les alerte qui'ls devraient applique une attention extrême lorsqu'ils conduirait des opérations de vol au Laos. Le vice-président d'Air America envoie ce message une fois supposé qu'Air America se dégage du contrôle. Le 3 juin 1974, Le dernier aéronef d'Air America traverse la frontière depuis le Laos vers la Thaïlande.

## Le Laos en 2007
Il existe des rapports contradictoires sur la fait que le rapatriement des membres des tribus Hmongs ayant aidé la CIA entre 1962 et 1975 ait été effectué ou non Un accord aurait apparemment été atteint, sans date de mise en œuvre, le 9 décembre 2007.